# Боу-черч (станція)

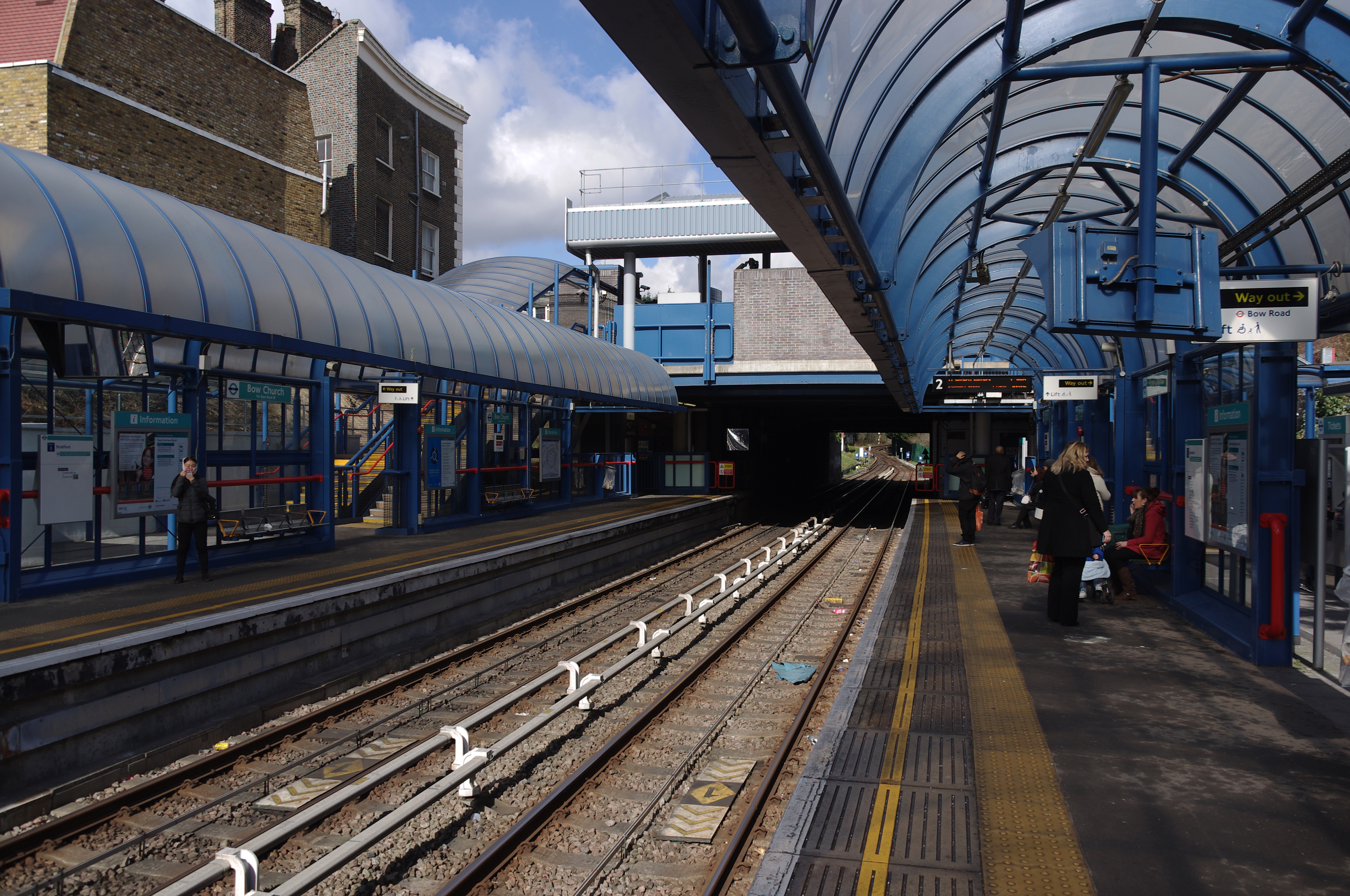
Платформа станції Боу-роуд

51°31′39″ пн. ш. 0°01′15″ зх. д. / 51.5274° пн. ш. 0.0207° зх. д.
Боу-черч (англ. Bow Church) — станція Доклендського легкого метро, розташована у Боу, Лондон, між станціями Девонз-роуд та Паддінг-Мілл-лейн, у 2-й тарифній зоні. Пасажирообіг на 2017 рік — 3.645 млн осіб
Конструкція станції — наземна відкрита з двома береговими платформами.
- 31. серпня 1987 — відкриття станції[3]

## Пересадки
- Пересадки на автобуси London Buses маршрутів: 25, 108, 205, 425, N205.
- У кроковій досяжності знаходиться метростанція Боу-роуд.

## Операції
| Попередня станція | Лінія | Лінія                   | Лінія | Наступна станція  |
| ----------------- | ----- | ----------------------- | ----- | ----------------- |
| Девонз-роуд       |       | Доклендське легке метро |       | Паддінг-Мілл-лейн |